# Castel Wolfsthurn
Castel Wolfsthurn (německy Schloss Wolfsthurn) nebo Castel Mareta je barokní zámek na kopci nad frazioni Mareta (německy Mareit) obce Ratschings. Má 365 oken.

## Dějiny
Po roce 1200 zde stála obranná věž, kterou v roce 1242 dala tyrolská hrabata Rudolfovi Lupusovi jako léno.
V letech 1727 až 1741 Franz Andreas von Sternbach nechal přeměnit hrad na barokní zámek.

## Muzeum

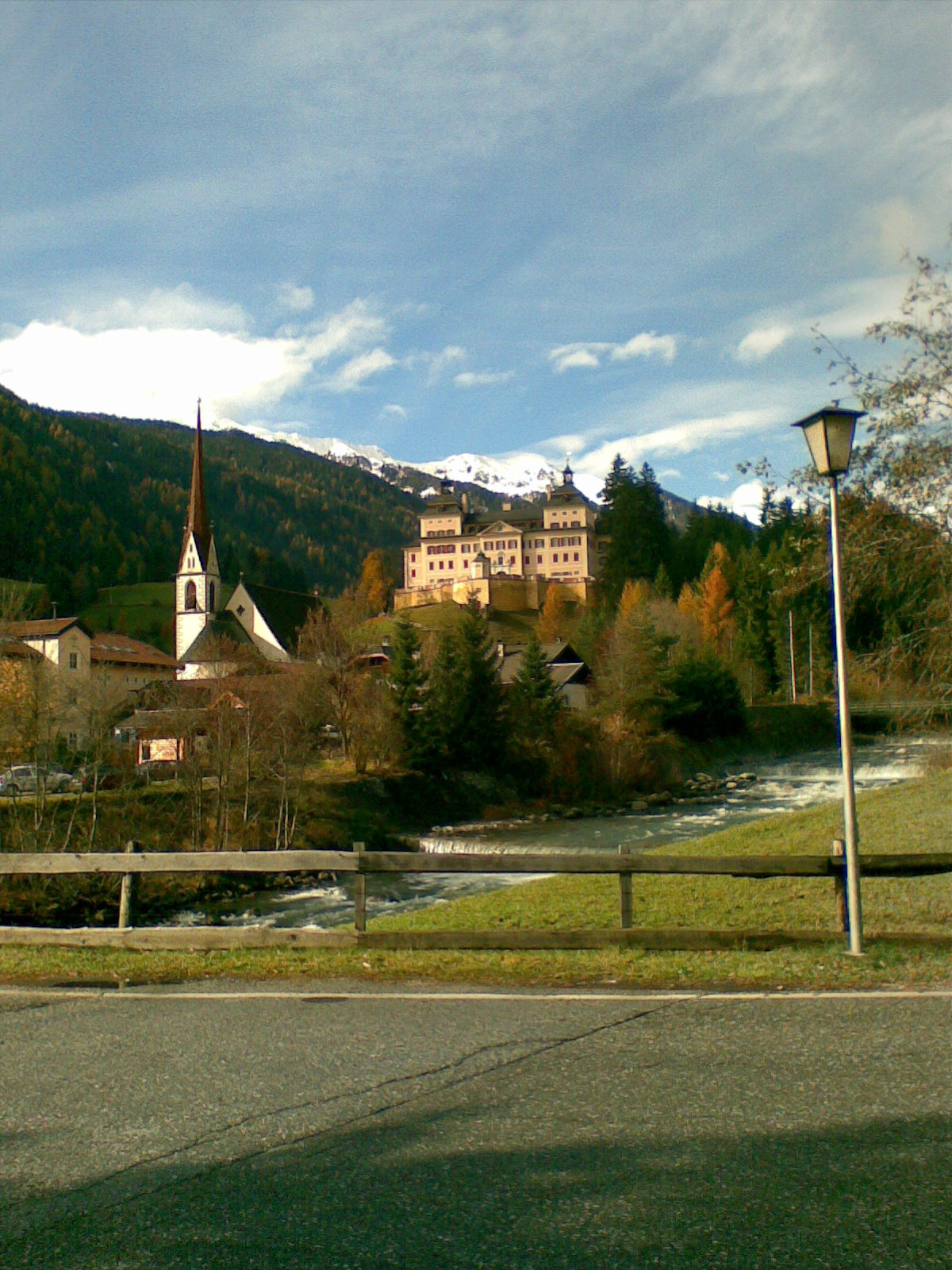
pohled z obce

Od roku 1996 v prvním patře sídlí muzeum lovu a rybářství.
Ve druhém patře jsou místnosti věnovány historii samotného zámku. Hrad je přístupný veřejnosti.